# 特許手続上の微生物の寄託の国際承認に関するブダペスト条約
特許手続上の微生物の寄託の国際承認に関するブダペスト条約（とっきょてつづきじょうのびせいぶつのきたくのこくさいしょうにんにかんするブダペストじょうやく、英語: Budapest Treaty on the International Recognition of the Deposit of Microorganisms for the Purposes of Patent Procedure）は、1977年4月28日にハンガリーのブダペストで作成され、1980年8月19日に発効した特許手続上の微生物の国際寄託に関する条約である。ブダペスト条約と略される。
条約の管理は、世界知的所有権機関が行っている。

## 概要
本条約上の国際寄託当局への微生物の寄託は、各締約国において特許手続上、発明の実施可能要件を担保するために必要な微生物の寄託とみなされるため、複数国へ出願する場合にも、微生物を国ごとに寄託することなく、自国内のーか所の国際寄託当局への寄託で済ますことができる。
締約国は72か国（2009年1月現在）。他に欧州特許庁 (EPO)、ユーラシア特許庁 (EAPO)、アフリカ地域工業所有権機構 (ARIPO) の3つの地域特許庁が、条約第9条に基づいて条約の規定を受諾する旨の宣言を行ない、国際寄託をそれぞれの庁への微生物の寄託とみなしている。日本は、1980年5月19日に加入書を寄託しており、この条約は日本の加入をもってその3か月後の1980年8月19日に発効した。
日本では、独立行政法人産業技術総合研究所特許生物寄託センター、及び、独立行政法人製品評価技術基盤機構特許微生物寄託センターの2機関が、本条約上の国際寄託当局となっている。